# 蒙绍 (北部省)
蒙绍（法語：Moncheaux，法語發音：[mɔ̃ʃo]）是法国上法兰西大区北部省的一个市镇，位于该省中部偏南，属于里尔区。

## 地理
蒙绍（50°27'11"N, 3°4'46"E）面积4.97 平方千米，位于法国上法蘭西大區北部省，该省份为法国最北部的省份及最长的省份，西北濒北海，西接加来海峡省，南至埃纳省和索姆省，东与比利时接壤。
与蒙绍接壤的市镇（或旧市镇、城区）包括：佩韦勒地区蒙斯、勒福雷、蒂姆里、福蒙、兰博库尔。

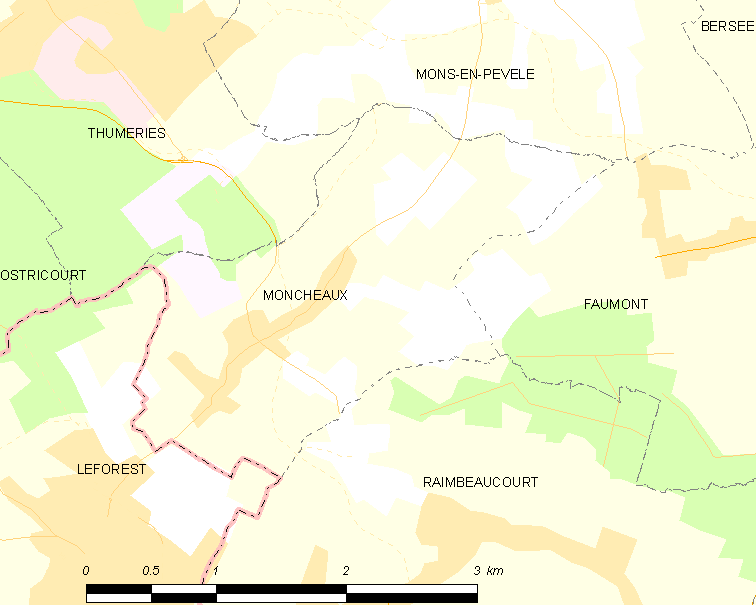
的OSM定位图

蒙绍的时区为UTC+01:00、UTC+02:00（夏令时）。

## 行政
蒙绍的邮政编码为59283，INSEE市镇编码为59408。

## 政治
蒙绍所属的省级选区为佩韦勒地区唐普勒沃县。

## 人口

1962-2008年间人口变化图示

蒙绍于2022年1月1日时的人口数量为1683人。